# Kayla Iacovino
Kayla Iacovino es una vulcanóloga estadounidense reconocida por su extenso trabajo de campo y por la petrología experimental. Fue la primera mujer en hacer trabajo de campo en Corea del Norte y cuenta con experiencia y reconocimiento internacional. Originaria de Arizona en los Estados Unidos, ha trabajado en países como Chile, Corea del Norte, China, Costa Rica, la Antártida, Italia, Japón y Etiopía.

## Primeros años
Iacovino nació y creció en Arizona. Ingresó a la Universidad Estatal de Arizona en 2005, con el interés inicial de convertirse en astronauta, pero rápidamente quedó fascinada por la geología. En realidad, primero estaba interesada en el cine y la dirección cinematográfica. En su segundo año comenzó a trabajar e investigar con el petrólogo Gordon Moore. Luego prosiguió su doctorado en la Universidad de Cambridge.

## Carrera
El trabajo de Iacovino ha dependido de relaciones diplomáticas cuidadosamente negociadas con países como Corea del Norte. Durante uno de estos viajes fue la única mujer en el equipo, fue la primera científica en realizar investigaciones itinerantes en ese país y también la única estadounidense de la expedición. Forma parte de un pequeño grupo de mujeres en el área de la vulcanología, pero es muy respetada por su ética de trabajo y fortaleza.
El proyecto en Corea del Norte es parte de un esfuerzo internacional (que incluye colegas estadounidenses, británicos, norcoreanos y chinos) para entender el monte Paektu, un volcán activo ubicado en la frontera entre Corea del Norte y China, dirigido por los científicos británicos Clive Oppenheimer (supervisor de doctorado de Iacovino) y James Hammond y quedó registrado en el documental Into the Inferno de Werner Herzog. Los hallazgos han sido publicados en revistas científicas revisadas por pares e incluyen autores occidentales y norcoreanos.
Iacovino también estudió el Erta Ale de Etiopía en 2012. Se cree que su equipo era el objetivo de un intento de alto perfil para capturar y secuestrar occidentales. Debido a un retraso en los planes el intento se frustró, pero varios turistas sufrieron daños o murieron.
Ha sido becaria postdoctoral en la Universidad Estatal de Arizona y anteriormente tuvo una beca postdoctoral de la Fundación Nacional para la Ciencia en el Servicio Geológico de los Estados Unidos del Departamento del Interior. Recrea cámaras de magma con petrología experimental, caracteriza muestras de rocas, mide la desgasificación volcánica y realiza modelos termodinámicos. Ha publicado numerosos artículos en revistas científicas y dictado conferencias en diferentes universidades. Ha recibido varias becas de investigación de prestigio, incluida la beca de investigación de la Asociación Estadounidense para el Avance de la Ciencia (AAAS).